# Aielo de Rugat
Aielo de Rugat – gmina w Hiszpanii, w prowincji Walencja, we wspólnocie autonomicznej Walencja, o powierzchni 7,83 km². W 2011 roku liczyła 190 mieszkańców.